# Més - Compromís
|  | Aquest article tracta sobre el partit polític. Si cerqueu la coalició del 2019, vegeu «Més Compromís (coalició)». |

Més-Compromís és un partit polític del País Valencià, d'ideologia valencianista, progressista, ecologista, feminista, republicana i antifeixista. El partit naix com a refundació del Bloc Nacionalista Valencià al VIII Congrès del juny de 2021. Forma part de la Coalició Compromís. A data de 2024 compta amb 4.600 militants.
Actualment, amb més de 722 regidors i una huitantena d'alcaldies, és la tercera força política valenciana. A més, compta amb 11 representants a les Corts Valencianes d'un total de 19 que té la Coalició Compromís, 6 representants a les diputacions provincials de Castelló (2), Alacant (1) i València (3), i 1 diputat al Congrés dels Diputats.
En 3 de juny de 2025 Més - Compromís va aprovar abandonar el grup parlamentari de la coalició Sumar mentre la branca més ecosocialista liderada per Iniciativa del Poble Valencià ha aprovat continuar-hi després que la coalició proposés la compareixença del president del govern espanyol, Pedro Sánchez a la comissió d'investigació del Congrés dels Diputats sobre la DANA, i Sumar no sol·licitar-la. Finalment la diputada Àgueda Micó de Més va passar al grup mixt el 3 de juliol de 2025.

## Ideologia
Segons els seus estatuts es defineix com a força unitària del nacionalisme valencià progressista d'esquerres.
| « | Article 1. Definició. Més-Compromís és l'organització política unitària del nacionalisme valencià progressista, d’esquerres, ecologista i feminista. | » |

En el moment del seu naixement, la formació tenia com objectiu la construcció nacional i popular del País Valencià i la millora de la qualitat de vida del conjunt del poble valencià, amb l'objectiu, segons els seus impulsors, d'abraçar un sobiranisme d'arrel popular que permeta a la nova formació aconseguir una major penetració a la societat valenciana de la que tenia el Bloc Nacionalista Valencià. En la vessant nacional, això implicava una simplificació del discurs, que fou vista com aigualida per part dels sectors crítics, arribant alguns d'ells a abandonar el partit, cas del que havia estat el seu secretari en l'anterior refundació Pere Mayor.